# Arignote
Arignote (em grego:  Ἀριγνώτη; 500 a.C. — ?) foi uma filósofa pitagórica, discípula de Pitágoras e Teano, e, segundo algumas fontes, filha deles.
Segundo a enciclopédia bizantina Suda, ela escreveu a Bacchica relativo aos mistérios da deusa Deméter, os quais eram também intitulados as Sagradas Narrativas. Na Suda é mencionado um outro trabalho chamado Os Ritos de Dionisio os quais são citados também por Clemente de Alexandria. Trabalhos a ela atribuídos foram encontrados até os dias de Porfirio.
Entre os Discursos Sagrados de Pitágoras havia um pronunciamento a ela atribuido: "A eterna essência do número é a mais providencial causa de toda divindade, da terra e da região entre estes. Da mesma forma é a raiz da existência contínua das divindades e espíritos, bem como dos seres humanos divinos".